# Björn Seeliger
Björn Markus Jörg Seeliger (Celle, 11 gennaio 2000) è un nuotatore svedese, specializzato nello stile libero.

## Biografia
Si è messo in mostra a livello giovanile partecipando ai Giochi olimpici giovanili di Buenos Aires 2018, dove si è classificato 5º nei 50 m stile libero, 26º nei 100 m stile libero e 11º nella staffetta mista 4x100 m misti. Ha vinto l'argento agli europei giovanili di Netanya 2017 e l'oro ai Helsinki 2018 nei 50 m stile libero.
Ha rappresentato la Svezia ai Giochi olimpici estivi di Tokyo 2020, terminando al 23º posto nei 50 m stile libero.
Ai campionati europei di nuoto di Roma 2022 ha vinto la medaglia di bronzo nella staffetta mista 4x100 m stile libero, assieme a Robin Hanson, Sarah Sjöström, Louise Hansson e Sofia Åstedt.

## Palmarès
- Europei giovanili

Netanya 2017: argento nei 50 m sl;
Helsinki 2018: oro nei 50 m sl;
- Europei

Roma 2022: bronzo nella 4x100 m sl mista;